# Departamentele Uruguayului

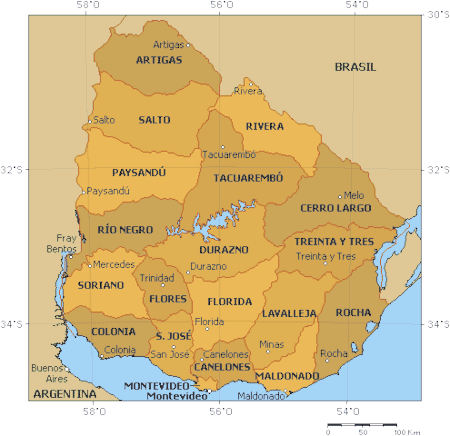
Harta Departamentelor în Uruguay.

Uruguay este un stat unitar, organizat din punct de vedere administrativ în 19 departamente. Fiecare departament are un legislativ numit consiliu departamental. Primarul capitalei departamentului este, de asemenea, directorul executiv al departamentului.

## Istoria
Prima diviziune a Republicii în șase departamente a avut loc la 27 ianuarie 1816. În februarie al aceluiași an, s-au mai format două departamente, iar în 1828 s-au adăugat altele. Când s-a semnat prima Constituție în 1830, au existat nouă departamente. Acestea erau departamentele din Montevideo, Maldonado, Canelones, San José, Colonia, Soriano, Paysandú, Durazno și Cerro Largo. În acel moment, departamentul Paysandú ocupa tot teritoriul la nord de Río Negro, care cuprindea actualele departamentele Artigas, Rivera, Tacuarembó, Salto, Paysandú și Río Negro.
La 17 iunie 1837 s-a realizat o nouă diviziune a Uruguayului, iar acest teritoriu nordic a fost împărțit în trei părți prin crearea departamentelor Salto și Tacuarembó. În același timp, departamentul Minas (care a fost în cele din urmă redenumit Lavalleja) a fost creat din părți ale Cerro Largo și Maldonado. Apoi, în 1856, a fost creat departamentul Florida, iar la 7 iulie 1880 departamentul Río Negro a fost despărțit de Paysandú, iar departamentul Rocha a fost despărțit de Maldonado. În 1884, departamentul Treinta y Tres a fost format din părți din Cerro Largo și Minas, în timp ce departamentul Artigas a fost despărțit de Salto, iar în același an departamentul Rivera a fost despărțit de Tacuarembó. În cele din urmă, la sfârșitul anului 1885, departamentul Flores a fost despărțit de San José.
|                                                                                       |  |  |  |  |
| Serie de hărți care arată formarea graduală a actualelor 19 departamente din Uruguay. |  |  |  |  |

## Lista departmentelor
| Steagul sau stema | Department     | ISO 3166-2 code | Formare                             | Suprafață (km²) | Populație (2011) | Densitate (/km²) | Capitala               |
| ----------------- | -------------- | --------------- | ----------------------------------- | --------------- | ---------------- | ---------------- | ---------------------- |
|                   | Artigas        | UY-AR           | 1884 (din Salto)                    | 11.928          | 73.378           | 6,15             | Artigas                |
|                   | Canelones      | UY-CA           | 1816 (ca Villa de Guadalupe)        | 4.536           | 520.187          | 114,68           | Canelones              |
|                   | Cerro Largo    | UY-CL           | 1821                                | 13.648          | 84.698           | 6,21             | Melo                   |
|                   | Colonia        | UY-CO           | 1816                                | 6.106           | 123.203          | 20,18            | Colonia del Sacramento |
|                   | Durazno        | UY-DU           | 1822 (ca Entre Ríos Yí y Negro)     | 11.643          | 57.088           | 4,90             | Durazno                |
|                   | Flores         | UY-FS           | 1885 (din San José)                 | 5.144           | 25.050           | 4,87             | Trinidad               |
|                   | Florida        | UY-FD           | 1856 (din San José)                 | 10.417          | 67.048           | 6,44             | Florida                |
|                   | Lavalleja      | UY-LA           | 1837 (ca Minas)                     | 10.016          | 58.815           | 5,87             | Minas                  |
|                   | Maldonado      | UY-MA           | 1816 (ca San Fernando de Maldonado) | 4.793           | 164.300          | 34,28            | Maldonado              |
|                   | Montevideo     | UY-MO           | 1816                                | 530             | 1.319.108        | 2.489            | Montevideo             |
|                   | Paysandú       | UY-PA           | 1820                                | 13.922          | 113.124          | 8,13             | Paysandú               |
|                   | Río Negro      | UY-RN           | 1868 (din Paysandú)                 | 9.282           | 54.765           | 5,90             | Fray Bentos            |
|                   | Rivera         | UY-RV           | 1884 (ca Tacuarembó)                | 9.370           | 103.493          | 11,04            | Rivera                 |
|                   | Rocha          | UY-RO           | 1880 (din Maldonado)                | 10.551          | 68.088           | 6,45             | Rocha                  |
|                   | Salto          | UY-SA           | 1837 (din Paysandú)                 | 14.163          | 124.878          | 8,82             | Salto                  |
|                   | San José       | UY-SJ           | 1816                                | 4.992           | 108.309          | 21,70            | San José de Mayo       |
|                   | Soriano        | UY-SO           | 1816 (as Santo Domingo Soriano)     | 9.008           | 82.595           | 9,17             | Mercedes               |
|                   | Tacuarembó     | UY-TA           | 1837 (din Paysandú)                 | 15.438          | 90.053           | 5,83             | Tacuarembó             |
|                   | Treinta y Tres | UY-TT           | 1884 (din Cerro Largo și Lavalleja) | 9.676           | 48.134           | 4,97             | Treinta y Tres         |

## Municipalități
Din 2009 (Legea nr. 18567 din 13 septembrie 2009), departamentele uruguayene au fost împărțite în municipalități. Deoarece Uruguay este o țară foarte mică (3 milioane de locuitori, dintre care aproape jumătate trăiesc în capitală), acest sistem a fost criticat pe scară largă ca fiind o risipă de resurse. Cu toate acestea, la alegerile municipale din 2010 autoritățile locale au fost alese și și-au preluat funcțiile câteva luni mai târziu. În prezent există 112 municipalități împrăștiate în toată țara.